# گلت برگس
فرانک گلت برگس (زاده ۳۰ ژانویه ۱۸۶۶ - درگذشته ۱۸ سپتامبر ۱۹۵۱) هنرمند، منتقد هنری، شاعر، نویسنده و طنزپرداز آمریکایی بود. یک شخصیت مهم در رنسانس ادبی منطقه خلیج سانفرانسیسکو در دهه ۱۸۹۰، به ویژه از طریق مجله کوچک نمادینش، لارک، و ارتباط با گروه ادبی جک لندن مطرح شده‌است. او بیشتر به عنوان نویسنده شعرهای مزخرف مانند " گاو بنفش " و برای معرفی هنر مدرن فرانسه به ایالات متحده در مقاله ای با عنوان "مردان وحشی پاریس" شناخته می‌شود. او تصویرگر نقاشی‌های دیواری گوپس، در رستوران کوپا، در بلوک مونتگومری و نویسنده کتاب‌های محبوب گوپس بود. برگس اصطلاح " بلاب " را ابداع کرد.